# سائه نانجو
سائه نانجو (به ژاپنی: 南條早映،  زادهٔ ۱۵ ژوئیهٔ ۱۹۹۹) یک کشتی‌گیر آزادکار کشور ژاپن است.
از افتخارات وی می‌توان به کسب مدال برنز مسابقات قهرمانی کشتی جهان ۲۰۲۱ اشاره کرد.